# Ognjemetna baterija
Ognjemetna baterija je pirotehnični izdelek, sestavljen iz več kartonastih tulcev povezanih v celoto, iz katerih se izstreljujejo ognjemeti. Imajo lahko mnogo efektov; vse od žvižga s pokom do pravega ognjemeta. Cene so zelo različne, odvisno od efekta baterije. Profesionalne ognjemetne baterije lahko stanejo tudi nekaj sto evrov.

## Posnetek značilne ognjemetne baterije:
Baterija MALDIVI II, Orion pirotehnika Arhivirano 2007-05-30 na Wayback Machine.